# Leibniz-Akademie

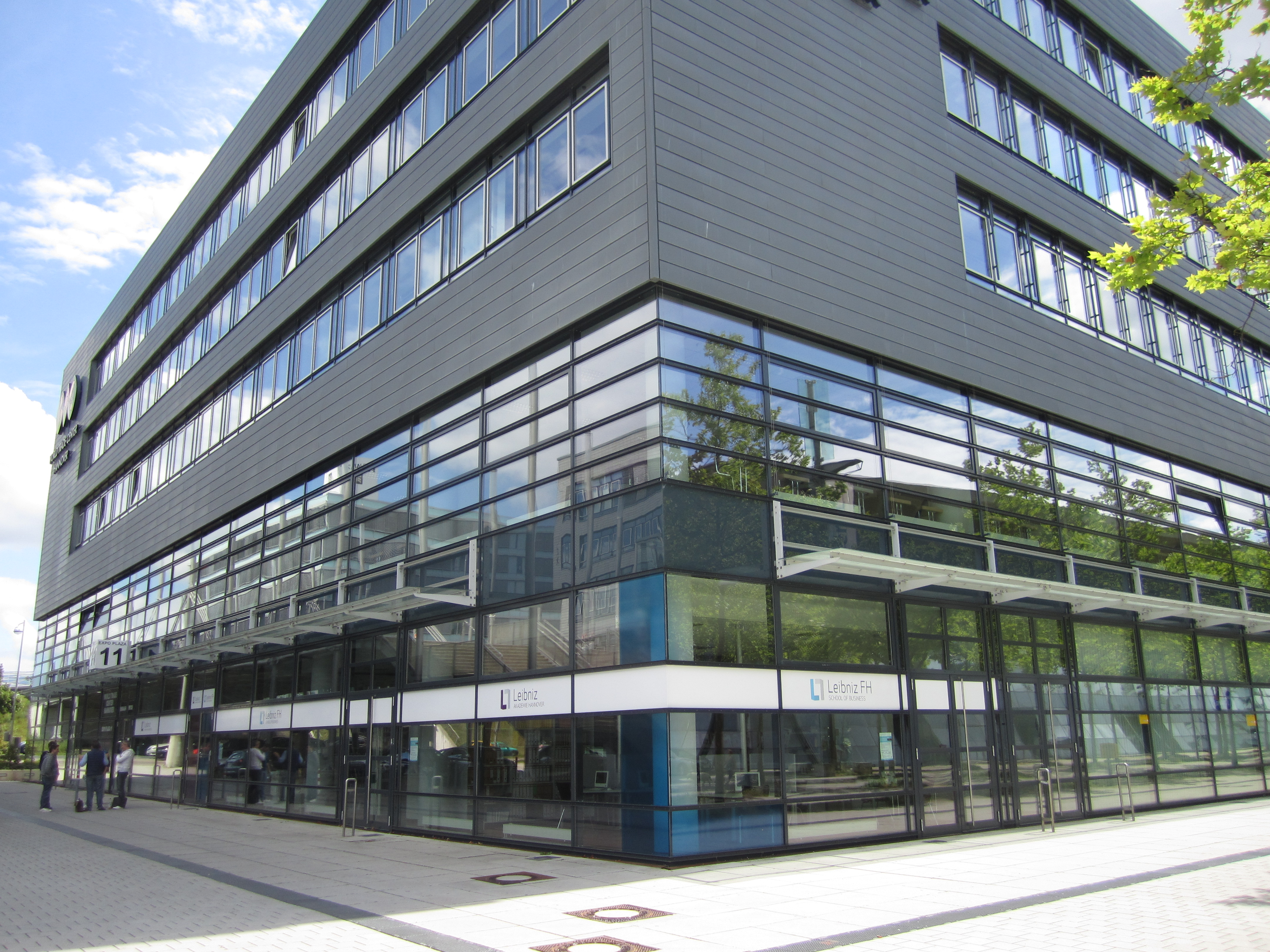
Standort Expo-Plaza, Hannover

Die Leibniz Akademie e. V. mit Sitz an der Expo Plaza in Hannover bietet akademische und nicht-akademische Aus- und Weiterbildung im betriebswirtschaftlichen Bereich an.
Der Verein fungiert als Träger der Verwaltungs- und Wirtschaftsakademie (VWA) Hannover und der Leibniz-Fachhochschule.

## Leibniz-Fachhochschule
2011 erfolgte die Ausgründung und staatliche Anerkennung der Leibniz-Fachhochschule.

## Verwaltungs- und Wirtschaftsakademie (VWA)
Unter der Verwaltungs- und Wirtschaftsakademie werden nicht-akademische Studiengänge zum Betriebswirt (VWA) und Informatik-Betriebswirt (VWA) angeboten.
Studierende haben nach dem Abschluss die Möglichkeit, sich mittels spezieller Aufbaustudiengänge (Personal-, Marketing-, Controllingbetriebswirt) weiterzubilden oder ein Fachhochschulstudium anzuschließen. Anrechnungen von Leistungen des VWA-Studiums an das berufsbegleitende Studium der Leibniz-Fachhochschule sind möglich.